# Sonia Gioria
Sonia Gioria (née le 6 janvier 1978 à Borgomanero, dans la province de Novare, au Piémont) est une joueuse italienne de volley-ball. Elle mesure 1,73 m et joue au poste de passeuse.

## Clubs
| Club                        | Pays   | De           | À         |
| --------------------------- | ------ | ------------ | --------- |
| Pavic Romagnano             | Italie | 1996-1997    | 1997-1998 |
| Agil Trecate                | Italie | 1998-1999    | 1999-2000 |
| Casale Monferrato           | Italie | 2000-2001    | 2000-2001 |
| Pallavolo De Tommasi Chieri | Italie | 2001-2002    | 2001-2002 |
| Chieri Volley               | Italie | 2002-2003    | 2003-2004 |
| Volley Isernia              | Italie | 2004-2005    | 2004-2005 |
| Pallavolo Ostiano           | Italie | 2005-2006    | 2007-2008 |
| Parma Volley Girls          | Italie | 2008-2009    | 2009-2010 |
| Villa Cortese               | Italie | 2010-2011    | 2010-2011 |
| Dahlia Tv Busnago           | Italie | février 2011 | mai 2011  |
| Rolleri Volley Vigolzone    | Italie | 2011-2012    | 2011-2012 |
| Chieri ’76                  | Italie | 2012-2013    | …         |